# Bucyrus (Ohio)
Pour les articles homonymes, voir Bucyrus.
Bucyrus est une petite ville de l'État de l'Ohio, aux États-Unis. Elle est le siège du comté de Crawford.

## Géographie
Selon les données du Bureau du recensement des États-Unis, Bucyrus a une superficie de 18,9 km2 (soit 7,3 mi2) entièrement en surfaces terrestres.

## Démographie
Bucyrus était peuplée, lors du recensement de 2000, de 13 224 habitants.